# 烏洲

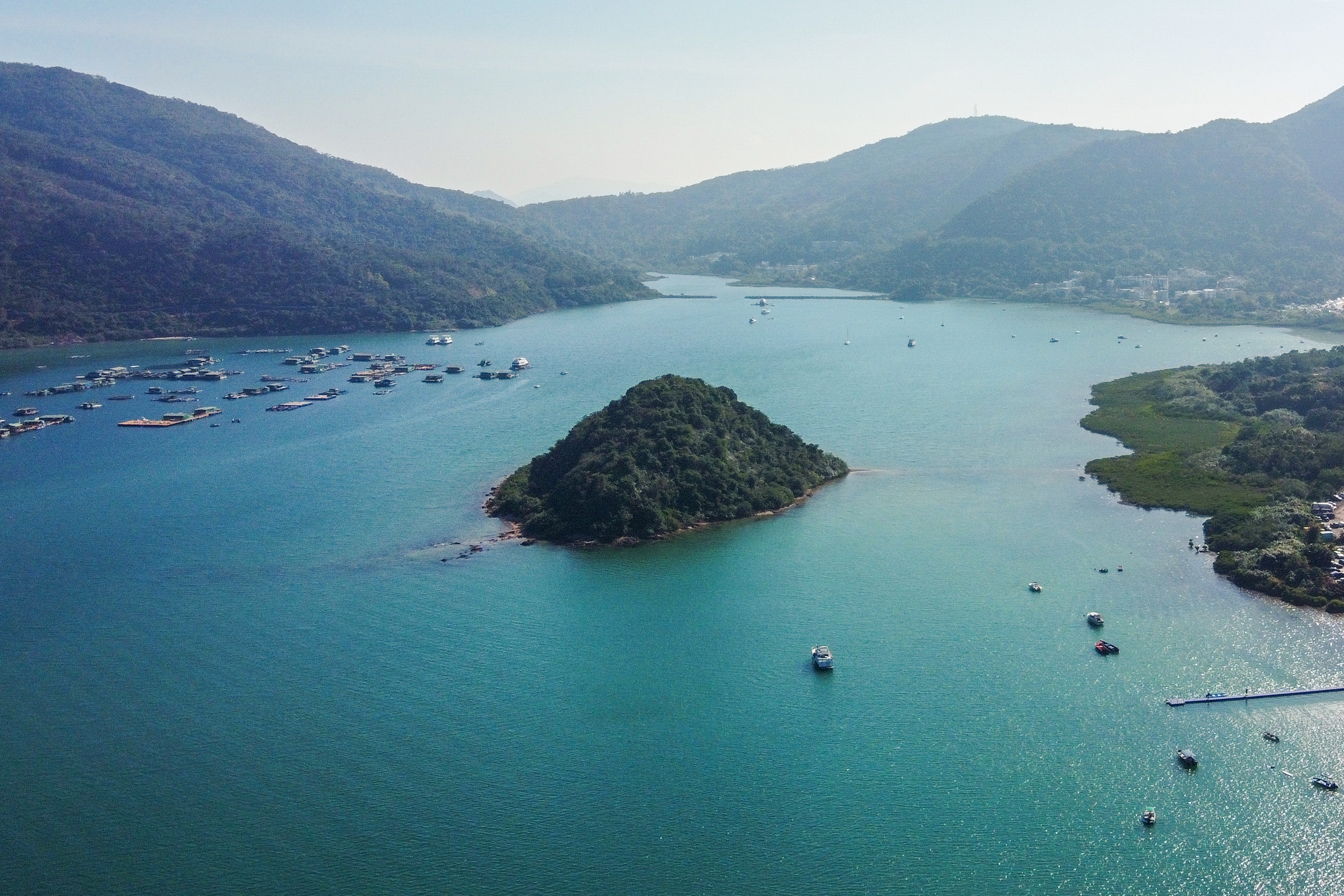
烏洲

烏洲（英語：Wu Chau）是香港的一個島嶼，地區行政上屬於大埔區，位於馬鞍山井頭村對出企嶺下海，馬鞍山瓦窰頭村西方。烏洲外貌如一團飯，故與隔鄰的三杯酒小島統稱為「三杯酒兩杯茶一舊飯」。烏洲潮退後會出現連島沙洲，每年七至八月退潮時沙洲上可見海星。